# Izzy
Izzy va ser la mascota dels Jocs Olímpics d'Atlanta 1996. Va ser creada pel dissenyador nord-americà John Ryan. Izzy és un personatge de color blau, amb una rialla molt característica.
La primera versió es va presentar a la cerimònia de cloenda de Barcelona 1992. Després d'una freda acollida del públic, l'organització d'Atlanta 1996 va demanar al seu creador que la tornes a dissenyar. Izzy és considerat com un fracàs comercial en la història dels Jocs Olímpics.